# Survivor Series (2002)
Survivor Series (2002) — щорічне pay-per-view шоу «Survivor Series», що проводиться федерацією реслінгу WWE. Шоу відбулося 17 листопада 2002 року в Медісон-сквер-гарден у Нью-Йорк, США. Це було 16 шоу в історії «Survivor Series». Шість матчів відбулися під час шоу та ще один перед показом.